# 김천 갈항사지 동·서 삼층석탑출토 사리장엄구
김천 갈항사지 동․서 삼층석탑 출토 사리장엄구(金泉 葛項寺址 東·西 三層石塔 出土 舍利莊嚴具)는 대구광역시 수성구 국립대구박물관에 있는 남북국 시대 신라의 불교공예품이다. 2016년 7월 1일 대한민국의 보물 제1904호로 지정되었다.

## 지정 사유
이 사리장엄구는 1916년에 갈항사 터의 동·서 삼층석탑을 경복궁으로 이건하던 중 발견되었다. 갈항사는 통일신라 초 승전법사(勝詮法師)가 창건했다고 전해지는 절로 동탑(東塔)의 상층기단(上層基壇) 면석(面石)에 경덕왕(景德王) 17년(758) 언적법사(言寂法師)와 그의 두 누이가 함께 발원하여 이 탑을 건립하였다는 사실이 적혀 있는데, 사리장엄구도 탑의 건립과 함께 봉안된 것으로 생각된다. 사리장엄구는 동탑과 서탑 모두 동제항아리 안에 금동병이 넣어진 상태로 기단 아래에 마련된 사리공에 안치되어 있었다. 그 중 서탑에서 발견된 동제사리호는 뚜껑의 꼭지와 몸통의 두 귀를 청동 끈으로 연결하여 묶은 사리호로 9세기 이후 뼈항아리로 많이 사용된 연결고리 유개호와 관련된다는 점에서 중요하다. 두 탑의 사리병은 나팔형으로 벌어진 길고 아름다운 목과 균형 잡힌 타원형의 몸통을 가졌는데, 이러한 병의 형태는 8세기대 동아시아에서 유행했던 병의 형태를 따르고 있는 것으로, 당시의 시대상을 뚜렷하게 반영하고 있는 것임을 알 수 있다. 특히 동탑의 사리병은 죽절형의 목과 꽃잎형의 굽을 달아내어 신라인들의 뛰어난 미적 감각도 엿볼 수 있다. 이 사리기는 통일신라 감은사 식의 전각형 사리기와 달리 호형의 외함 안에 정병과 유사한 금속제 병을 사리병으로 봉안한 독특한 형식의 사리기이다. 최근의 보존처리를 하면서 작은 크기의 금속제 병에서 준제진언(准提眞言) 다라니 1매가 발견되어 당시의 불교사 연구에도 중요한 자료를 제공한다. 특히 동탑 상층기단에 기록된 건립연대를 통해 사리기의 제작연대와 조성주체를 알 수 있어 통일신라 사리기 연구의 절대 기준자료라는 점에서 국가지정문화재로 지정가치가 크다.

## 같이 보기
- 김천 갈항사지

## 참고 자료
- 김천 갈항사지 동·서 삼층석탑출토 사리장엄구 - 국가유산청 국가유산포털